# 江波トンネル
江波トンネル（えばトンネル、Eba Tunnel）は、広島県広島市中区江波二本松にあるトンネルである。

## 概要
江波トンネルと周辺の道路が開通するまで、市道横川江波線は現在の広島南道路・広島高速3号線との交点である「江波本町交差点」辺りが終点であった。
1960年代～1970年代ごろ、江波地区の南端に位置する三菱重工業広島造船所江波工場において、高度経済成長のあおりを受け、造船の生産が盛んに行われた。造船所の従業員も9千人に達する規模となり、従業員の通勤の利便性向上のため、市道横川江波線を江波本町～三菱重工業前まで延伸する計画が決定した。延伸する区間に江波トンネルの建設が含まれた。
1972年、東側(下り)のトンネルが竣工し、先行して開通した。暫定的な開通であったため、1つのトンネルを片側交互通行で通行し。
1979年、残りの西側(上り)のトンネルが竣工したが、トンネルまで伸びる道路の用地買収が計画よりも遅れた。
1985年、道路が全通し、江波トンネルの全面供用が開始した。